# Demografia de Guinea Equatorial
Aquest és un article sobre la demografia de la Guinea Equatorial, que inclou la seva densitat de població, composició ètnica, nivell educatiu, salut, situació econòmica, filiació religiosa i altres aspectes de la població.

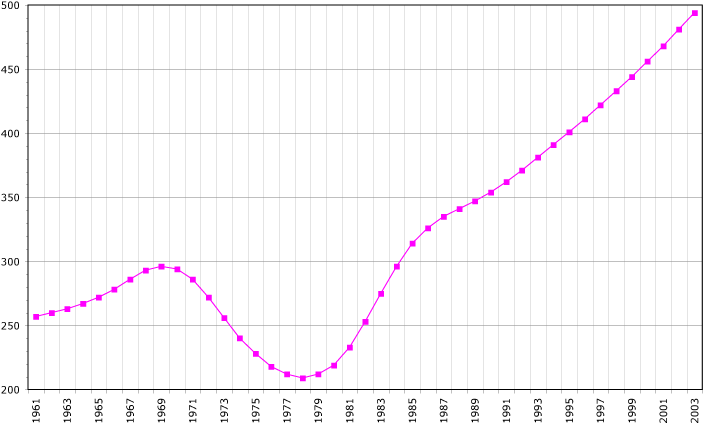
Evolució demogràfica de Guinea Equatorial (1961-2003) l'escala de la dreta correspon a xifres en milers d'habitants.

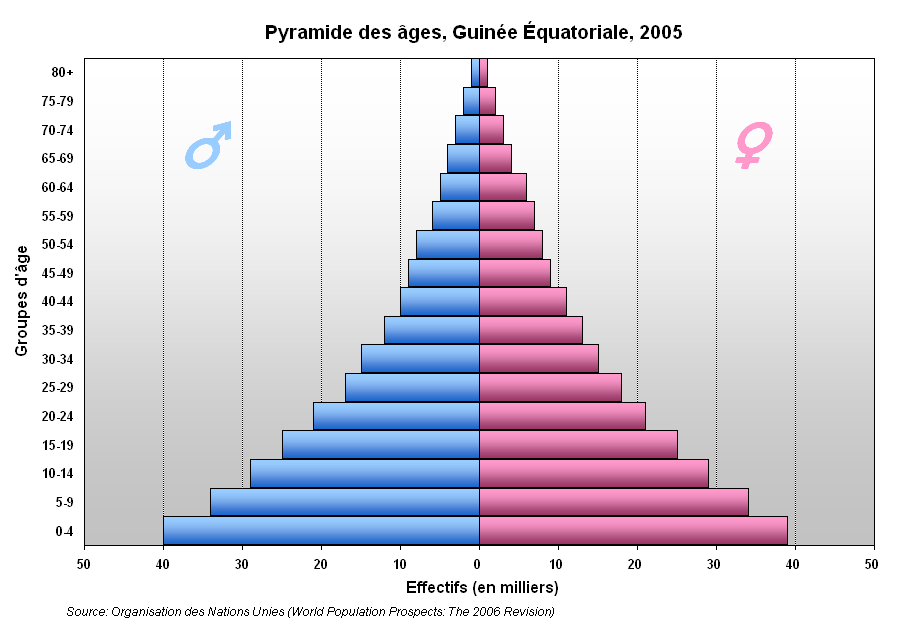
Piràmide d'edats a Guinea Equatorial (2006).

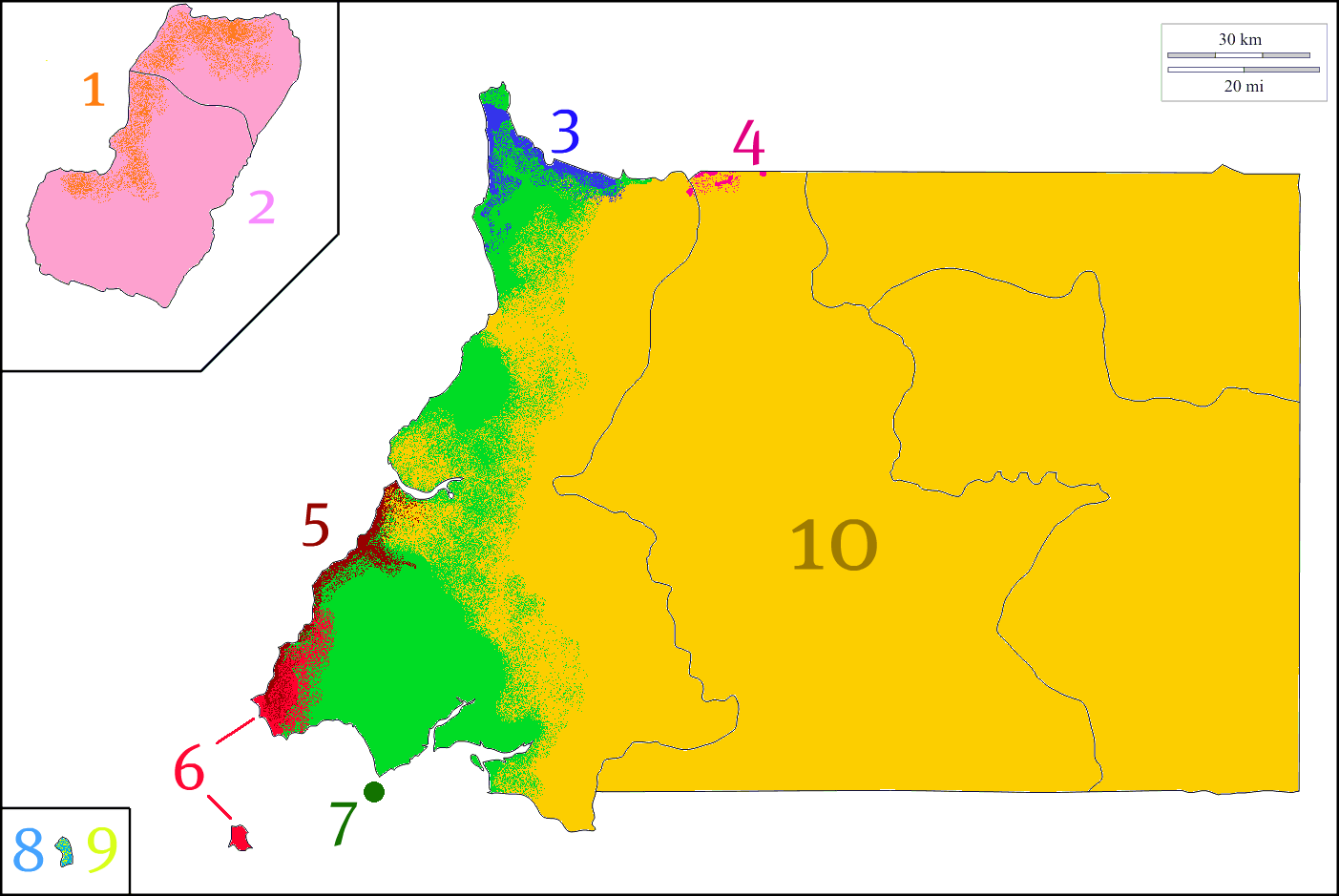
Ètnies de Guinea Equatorial:
1. Fernandinoss
2. Bubis
3. Igbos
4. Baka
5. Balengues o Bisios
6. Playeros o Bengas
7. Gabonesos
8. Criolls annobonenses
9. Fá d'Ambô o Criolls Portuguesos
10. Fangs
11. Ètnies minoritaries...

Segons la revisió de la World Population Prospects de 2010 la població total era de 700.000 el 2010, comparada amb els només 226.000 que tenia el 1950. La proporció de nens entre les edats de 0 i 14 el 2010 era del 39,2%, el 57,9% tenia entre 15 i 64 anys, mentre que el 2,9% tenia 65 anys o més.
|      | Població total (x 1000) | Població d'edat 0–14 (%) | Població d'edat 15–64 (%) | Població d'edat 65+ (%) |
| ---- | ----------------------- | ------------------------ | ------------------------- | ----------------------- |
| 1950 | 226                     | 34.2                     | 60.1                      | 5.6                     |
| 1955 | 238                     | 35.7                     | 59.0                      | 5.3                     |
| 1960 | 252                     | 37.0                     | 57.9                      | 5.0                     |
| 1965 | 269                     | 38.3                     | 56.9                      | 4.8                     |
| 1970 | 291                     | 38.7                     | 56.7                      | 4.6                     |
| 1975 | 238                     | 44.8                     | 49.8                      | 5.4                     |
| 1980 | 221                     | 43.7                     | 50.3                      | 6.0                     |
| 1985 | 313                     | 34.7                     | 60.4                      | 4.9                     |
| 1990 | 374                     | 37.7                     | 57.8                      | 4.5                     |
| 1995 | 443                     | 41.9                     | 54.1                      | 4.1                     |
| 2000 | 520                     | 42.6                     | 53.8                      | 3.7                     |
| 2005 | 608                     | 40.5                     | 56.2                      | 3.2                     |
| 2010 | 700                     | 39.2                     | 57.9                      | 2.9                     |

Estructura de la població (DHS 2011) (Homes 9.043, dones 9.702 = 18.745) :
| Grup d'edat | Homes (%) | Dones (%) | Total (%) |
| ----------- | --------- | --------- | --------- |
| 0-4         | 16,1      | 15,2      | 15,7      |
| 5-9         | 13,2      | 12,5      | 12,8      |
| 10-14       | 11,7      | 10,4      | 11,1      |
| 15-19       | 8,7       | 8,4       | 8,6       |
| 20-24       | 7,3       | 8,6       | 8,0       |
| 25-29       | 6,7       | 6,9       | 6,8       |
| 30-34       | 5,5       | 5,7       | 5,6       |
| 35-39       | 5,1       | 4,4       | 4,7       |
| 40-44       | 4,3       | 4,5       | 4,4       |
| 45-49       | 4,2       | 3,7       | 3,9       |
| 50-54       | 3,8       | 6,2       | 5,1       |
| 55-59       | 3,3       | 3,3       | 3,3       |
| 60-64       | 3,4       | 3,3       | 3,4       |
| 65-69       | 2,2       | 2,1       | 2,2       |
| 70-74       | 1,7       | 1,6       | 1,6       |
| 75-79       | 1,3       | 1,1       | 1,2       |
| 80+         | 1,2       | 1,8       | 1,5       |
| desconegut  | 0,4       | 0,1       | 0,2       |

| Grup d'edat | Homes (%) | Dones (%) | Total (%) |
| ----------- | --------- | --------- | --------- |
| 0-14        | 41,0      | 38,1      | 39,6      |
| 15-64       | 52,2      | 55,2      | 53,7      |
| 65+         | 6,4       | 6,6       | 6,5       |

## Estadístiques vitals
El registre d'esdeveniments vitals no és complet a Guinea Equatorial. El Departament de Població de les Nacions Unides ha preparat les següents estimacions.
| Període | Nascuts vius per any | Morts per any | Canvi natural per any | CBR* | CDR* | NC*  | TFR* | IMR* |
| --- | -------------------- | ------------- | --------------------- | ---- | ---- | ---- | ---- | ---- |
| 1950–1955 | 9.000                | 7.000         | 2 000                 | 40.9 | 30.4 | 10.5 | 5.50 | 196  |
| 1955–1960 | 10.000               | 7.000         | 3 000                 | 40.5 | 28.7 | 11.8 | 5.50 | 186  |
| 1960–1965 | 10.000               | 7.000         | 3 000                 | 40.1 | 26.9 | 13.3 | 5.53 | 176  |
| 1965–1970 | 11.000               | 7.000         | 4.000                 | 40.7 | 25.3 | 15.3 | 5.66 | 167  |
| 1970–1975 | 10.000               | 6.000         | 3.000                 | 36.8 | 23.7 | 13.1 | 5.68 | 157  |
| 1975–1980 | 8.000                | 5.000         | 2.000                 | 32.9 | 22.2 | 10.8 | 5.68 | 149  |
| 1980–1985 | 11.000               | 6.000         | 5.000                 | 41.7 | 21.4 | 20.3 | 5.79 | 138  |
| 1985–1990 | 16.000               | 7.000         | 9.000                 | 47.4 | 20.4 | 26.9 | 5.89 | 128  |
| 1990–1995 | 18.000               | 8.000         | 11.000                | 45.0 | 18.7 | 26.3 | 5.89 | 118  |
| 1995–2000 | 20.000               | 8.000         | 12 000                | 41.3 | 17.2 | 24.0 | 5.87 | 114  |
| 2000–2005 | 22.000               | 9.000         | 12 000                | 38.4 | 16.3 | 22.1 | 5.64 | 111  |
| 2005–2010 | 24.000               | 10.000        | 15 000                | 37.3 | 15.1 | 22.2 | 5.36 | 102  |
| * CBR = taxa bruta de natalitat (per 1000); CDR = taxa bruta de mortalitat (per 1000); NC = canvi natural (per 1000); IMR = taxa de mortalitat infantil per 1000 births; TFR = taxa de fertilitat total (nombre de fills per dona) |                      |               |                       |      |      |      |      |      |

### Fertilitat i naixements
Taxa de fertilitat total (TFR) (Taxa de Fertilitat Desitjable) i Taxa de Fertilitat Bruta (CBR):
| Any  | CBR (Total) | TFR (Total) | CBR (Urbana) | TFR (Urbana) | CBR (Rural) | TFR (Rural) |
| ---- | ----------- | ----------- | ------------ | ------------ | ----------- | ----------- |
| 2011 | 36,3        | 5,1 (4,4)   | 36,5         | 4,4 (3,8)    | 36,0        | 5,9 (5,1)   |

## Grups ètnics

### Pobles considerats com a nadius
La majoria dels pobles de Guinea Equatorial són d'origen bantu. L'ètnia principal, els fang és autòctona del continent, però la important migració cap a l'illa de Bioko ha donat lloc al domini fang sobre els habitants autòctons bubis. Els fang constitueixen el 80% de la població i alhora són dividits en seixanta-set clans. Els que estan a la part nord de Rio Muni parlen Fang-Ntumu, mentre que els del sud parlen Fang-Okah; els dos dialectes són mútuament inintel·ligibles. Els bubis, que constitueixen el 15% de la població, són indígenes de l'illa de Bioko.
A més, hi ha tribus costaneres, denominats col·lectivament com a ndowe o "playeros": combes, bujebas, balengues, i bengas al continent i les illes petites, i els fernandinos i una comunitat de descendents de Krios de Sierra Leone a Bioko. Plegats, aquests grups componen el 5% de la població.
També viuen al país dos grups petits de pigmeus, els beyele i els Bokuign, antigament localitzats a l'actual Parc nacional de Los Altos de Nsork. La seva població està disminuint, puix que estan sotmesos a una forta pressió dels seus veïns, que ni tan sols els consideren com a humans.

### Pobles recentment immigrats
També hi viuen alguns europeus (en gran part d'ascendència espanyola, coneguts com a hispano-equatoguineans, o portuguesa), alguns barrejats amb africans ètnics. La majoria dels espanyols van abandonar després independència. Hi ha un nombre creixent d'estrangers dels veïns Camerun, Nigèria i Gabon. Guinea Equatorial va rebre asiàtics i africans d'altres països com a treballadors a les plantacions de cacau i cafè. Altres africans provenien de Libèria, Angola i Moçambic, i els asiàtics són majoritàriament xinesos o en menor nombre indis.
Guinea Equatorial també va permetre a molts colons europeus d'altres nacionalitats a la recerca de fortuna, incloent britànics, francesos i alemanys. Després de la independència, milers d'equatoguineans van exiliar-se a Espanya. Uns altres 100.000 equatoguineans van anar a Camerun, Gabon i Nigèria causa de la dictadura de Francisco Macías Nguema. Algunes de les seves comunitats també viuen a Brasil, Amèrica Llatina, Estats Units, Portugal i França.

## Llengües
El castellà, el francès i el portuguès són les llengües oficials i parlades com a segona llengua. L'espanyol és l'idioma de l'educació, i per aquesta raó la majoria de la població (al voltant de 88%) pot parlar-lo, encara que només al voltant del 10-15% tenen un alt nivell de competència en l'idioma. Els annobonesos parlen un crioll portuguès anomenat annobonès com a primera llengua. Els asiàtics i els altres europeus parlen les seves pròpies llengües. Els africans estrangers parlen les seves llengües maternes i les oficials, anglès i igbo els nigerians; anglès els camerunesos i liberians; francès camerunesos i gabonesos; i portuguès els angolesos i moçambiquèsos. Aquesta última és llengua oficial des del 13 de juliol de 2007. El 82% dels aprenents d'un primer idioma estranger trien el francès i el 18% l'anglès. L'Església Catòlica Romana ha influït molt en la religió i l'educació.
Els equatoguineans tendeixen a tenir un nom espanyol i un nom i cognom africà. Quan ho escriuen, el noms espanyols i africans són seguits pel primer cognom del pare (que es converteix en el cognom principal) i el primer xognom de la mare. Així, les persones poden tenir fins a quatre noms, amb un cognom diferent per a cada generació.